# John Loudon
Jhr. John Loudon ('s-Gravenhage, 18 maart 1866 – Wassenaar, 11 november 1955) was een Nederlands ambassadeur en minister.

## Leven en werk
Loudon was een topdiplomaat en minister van Buitenlandse Zaken tijdens de Eerste Wereldoorlog. Hij was de zoon van oud-minister en oud-gouverneur-generaal James Loudon, die een studie over volkenrecht met een dissertatie afrondde. Hij bekleedde achtereenvolgens diplomatieke functies in Peking, Londen, Parijs, Tokio en Washington.
Hij werd in 1913 als partijloze liberaal minister in het kabinet-Cort van der Linden. Zijn behoedzame politiek, die er op gericht was de Nederlandse neutraliteit strikt te handhaven, leidde uiteindelijk tot een conflict met koningin Wilhelmina. Het kabinet koos echter zijn zijde. Na de Eerste Wereldoorlog werd hij ambassadeur in Parijs, van 1919 tot 5 september 1940, toen Vichy-Frankrijk de diplomatieke betrekkingen met Nederland verbrak. Tijdens de Tweede Wereldoorlog woonde Loudon in Cannes.

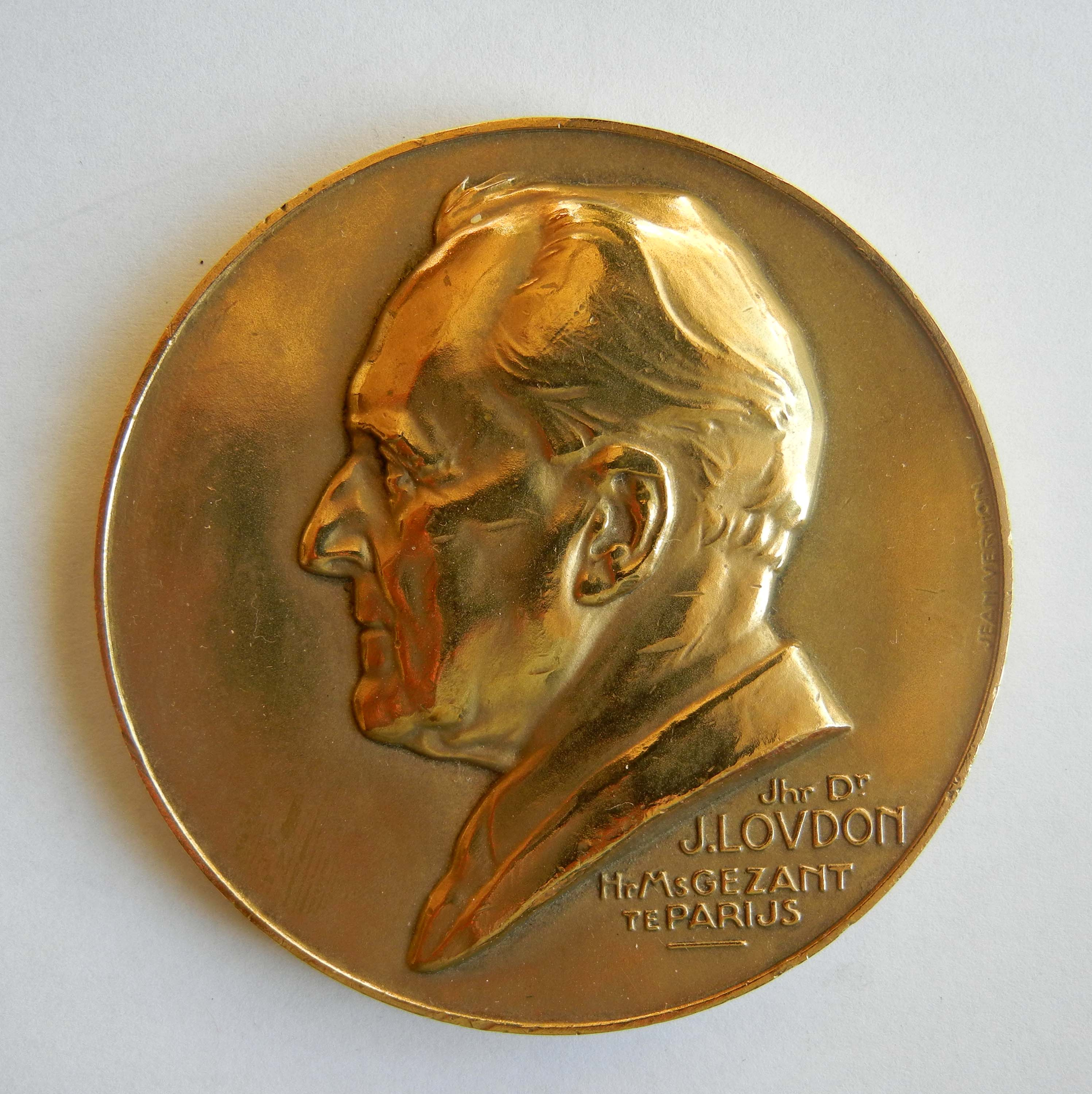
Loudon op een medaille uit 1939 (voorzijde)
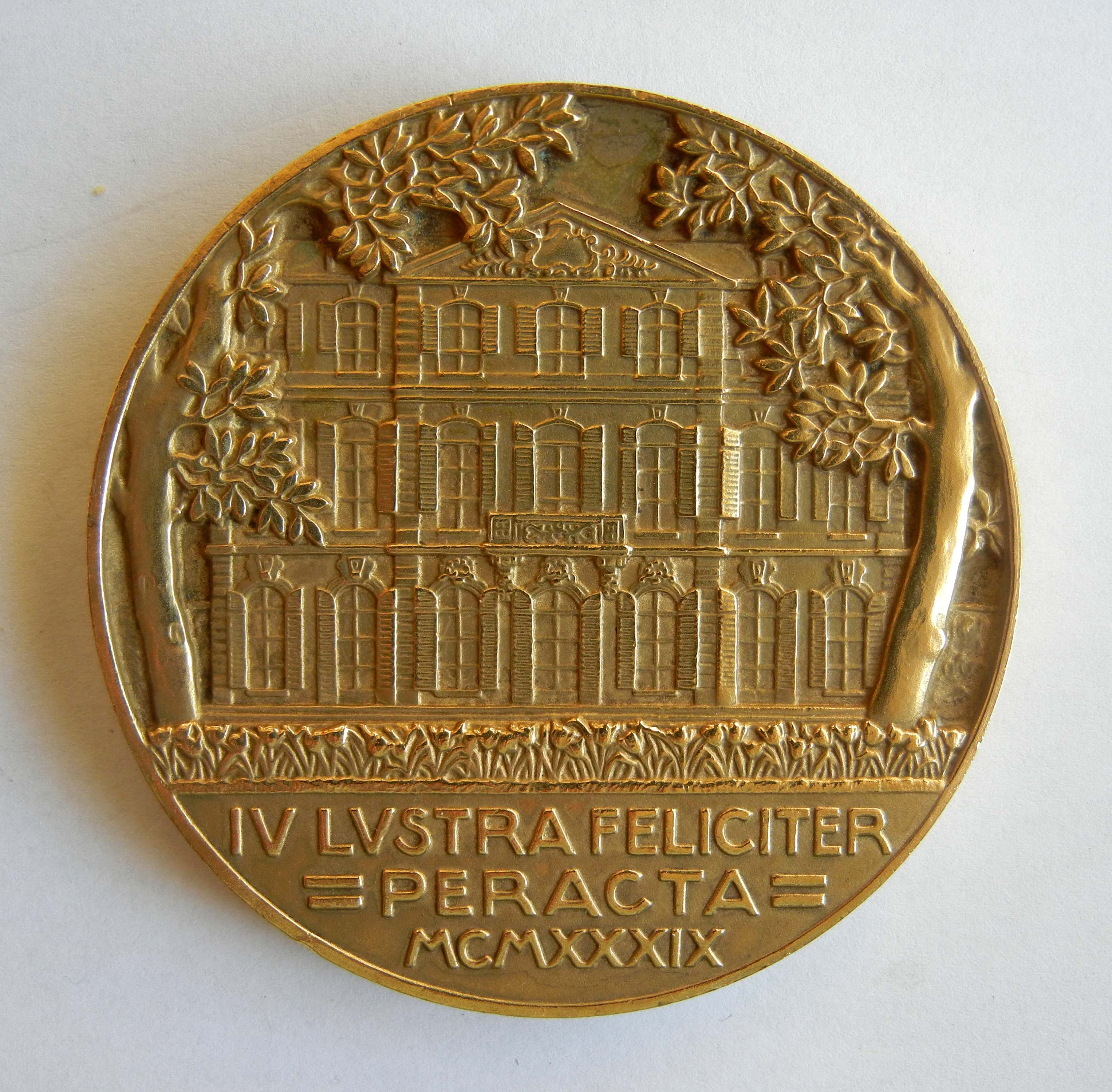
Loudon op een medaille uit 1939 (achterzijde)